# Yeni Zod
Yeni Zod (azerbajdzjanska: Kalinino, armeniska: Azat, azerbajdzjanska: Azad, armeniska: Ազատ) är en ort i Azerbajdzjan.   Den ligger i distriktet Xanlar Rayonu, i den centrala delen av landet, 300 km väster om huvudstaden Baku. Yeni Zod ligger 1 193 meter över havet och antalet invånare är 1 153.
Terrängen runt Yeni Zod är huvudsakligen kuperad, men västerut är den bergig. Närmaste större samhälle är Yelenendorf, 10,9 km norr om Yeni Zod.
Trakten runt Yeni Zod består till största delen av jordbruksmark. Runt Yeni Zod är det ganska glesbefolkat, med 43 invånare per kvadratkilometer.